# Gabriel-Jacques de Salignac
Gabriel-Jacques de Salignac, markiz de la Mothe-Fénelon (ur. 25 lipca 1688, zm. 11 października 1746) był francuskim dowódcą i dyplomatą.
W roku 1706 został kapitanem regimentu Royal-Cuirassiers. Następnie od 1719 roku dowodził w randze pułkownika régiment de Poitou. W tym samym roku awansował na brygadiera. 
24 grudnia 1721 poślubił Françoise-Louise Le Peletier (jej ojcem był Louis le Peletier, pan de Beaupré). Jego druga żoną była Charlotte-Henriette le Mairat de Verville, która zmarła w Paryżu 6 sierpnia 1782. 
W roku 1724 został wysłany do Holandii jako ambasador. Funkcję tę sprawował do 1744 roku. Marszałkiem polnym (maréchal de Camp) został w 1734, gubernatorem Quesnoy w 1735. 
Otrzymał tytuł conseiller d'état d'épée i chevalier des ordres du roi (1740)
Napisał Mémoires diplomatiques.
Zginął 11 października 1746 w bitwie pod Rocoux w wyniku obrażeń od kuli armatniej.